# 貴船神社 (瑞浪市日吉町)
貴船神社（きふねじんじゃ）は、岐阜県瑞浪市日吉町に鎮座する神社（貴船神社）。
深沢貴船神社とも称す。

## 概要
創建時期は不詳。元は貴船神社である。時期は不明だが八王子を合祀し、八王子神社となる。安政三年（1856年）に貴船神社に改称する。深沢村（現・瑞浪市日吉町の一部）は山村氏と千村氏の領土に分かれており、貴船神社は山村氏領の産土神社であった。
1873年（明治6年）に村社となる。1906年（明治39年）に白髭神社（かつての深沢村の千村氏領の産土神社）を合祀し、深沢地区全体の産土神社となる。

## 祭神
- 闇龗神
- 狭依比売命
- 天忍穂耳神
- 多紀理比売神
- 活津彦根命
- 多岐都比売命
- 天穂日神
- 天津彦根命
- 熊野久須毘命
- 猿田彦神

## 文化財
深沢貴船神社の陶製狛犬
- 阿形像の高さ29.5cmの陶製狛犬。背面には文化六年（1809年）に奉納されたことを示す刻銘がある。2005年（平成17年）3月31日に瑞浪市の有形文化財に指定される[2]。

深沢獅子舞
- 毎年元旦と4月の例祭に奉納される獅子舞。元禄年間に疫病が流行したさい、疫病退散を祈願するため、深沢村領主（山村甚兵衛良忠、千村平右衛門仲成）の手により、可児郡久々利村の獅子舞を貴船神社に奉納したのが始まりという。1975年（昭和50年）5月29日に瑞浪市の民俗文化財に指定される[3]。